# Поднебесное
Поднебесное (каз. Поднебесное) — село в Бородулихинском районе Абайской области Казахстана. Входит в состав Бородулихинского сельского округа. Код КАТО — 633830400.

## Население
В 1999 году население села составляло 98 человек (47 мужчин и 51 женщина). По данным переписи 2009 года, в селе проживало 56 человек (26 мужчин и 30 женщин).